# Уебзин
Уебзин (от английските думи web – уеб, и magazine – развлекателно списание), също интернет списание или онлайн списание, е периодично издание в интернет, списвано от професионалисти или фенове (вид фензин).
Представлява сайт с оригинални статии, писани от доброволни любители или от платени автори, но и в двата случая не съществува съответен аналог на хартиен носител. В интерактивните уебзини посетителите могат да добавят коментар.
Както и фензините, уебзините са тематични. Правени са често от почитатели на дадена тема, обединени в екип. Темите рядко се появяват на страниците на другите, традиционните медии: комикси, независим рок, хевиметъл, пънк, ролеви игри, а така също кино и интернет.
Малко са обективните критерии, които отличават някои аматьорски уебзини от професионалните сайтове: броят активни участници, техническото качества са без особена разлика. За създаване на уебзин не е необходимо владеене на езика HTML. Съществуват CMS, чрез които съдържанието се създава лесно. Интернет пространството е по-евтина среда от хартиения носител, а създателите на уебсайт имат често високи редакционни амбиции.
Някои уебзини имат значителен брои читатели и качество, което с нищо н не отстъпва на класическите медии.